# Horace Le Blanc
Pour les articles homonymes, voir Le Blanc.
Horace Le Blanc est un peintre français né à Lyon (Rhône) vers 1575 et mort dans la même ville le 26 octobre 1637.

## Biographie
Malgré le manque de recherches spécifiques sur ce peintre, et le faible nombre d'œuvres connues et attribuées solidement, Patrice Béghain présente Horace Le Blanc comme « un artiste recherché à Lyon et dans d'autres villes, bien vu des pouvoirs et pleinement inscrit dans le réseau des grands ordres religieux, qui est alors un des moteurs de la commande artistique ».

### Origine
Horace Le Blanc est né à Lyon autour des années 1575-1580. La date précise proposée par Gilles Chomer, 1580, ne repose sur aucun élément concret.
Les travaux récents, et le contrat de mariage du peintre daté du 16 juin 1610, ont permis de révéler l'origine lucquoise d'Horace Le Blanc. Son père, Paulino Banchi, est "corratier", c'est-à-dire agent de change. La communauté italienne s'illustre tout particulièrement dans cette activité, liée au secteur bancaire. Horace Le Blanc est proche des puissants Lucquois installés à Lyon comme l'imprimeur Horace Cardon ou encore les frères Bonvisi. Par ailleurs, cette information permet de corroborer le récit de Filippo Baldinucci affirmant que le peintre Pietro Ricchi, Lucquois lui aussi, vient à Lyon à la rencontre des « peintres de renom, et particulièrement de Monsu Blanchi d'origine lucquoise ».

### Années de formation
Comme de nombreux artistes français, Horace Le Blanc fait un séjour en Italie. Il est attesté à Rome dès 1600 : le 19 novembre 1600 il est cité comme témoin dans le procès de l'une des premières rixes connues du Caravage ». Il est accepté à l'Académie de Saint-Luc avant 1607. Il habite dans la paroisse Sant'Andrea della Fratte en 1607 et 1608.  
Horace Le Blanc est inspiré par l'art développé par Giuseppe Cesari dit le Cavalier d'Arpin (1568 - 1640), un des derniers représentants du maniérisme italien. Vraisemblablement sur le chemin de son retour à Lyon, il fait un séjour à Venise où il le côtoie dans l'atelier de Palma il Giovane qui l'influence particulièrement. 
Le Blanc quitte l'Italie avant l'explosion baroque et avec surtout l'influence des Carrache, « synthèse aboutie entre l'art toscan du dessin et la pratique vénitienne de la couleur ».

### Lyon
A son retour à Lyon, en 1610, Horace Le Blanc se marie. Il s'impose peu à peu comme un artiste majeur de la ville. Il est élu maître du métier des peintres de Lyon dès 1610, et cinq autres fois par la suite. Il devient le peintre attitré des édiles lyonnais et réalise en 1614 pas moins de cinquante-sept portraits retraçant l'histoire du consulat depuis la réforme de 1595 imposée par Henri IV. 
Dans les années 1620, il a notamment comme élève Jacques Blanchard, ainsi que l'atteste André Félibien expliquant « estant arrivé à Lyon, il s'engagea avec un peintre nommé Horace Le Blanc. Pendant deux ou trois ans qu'il travailla sous luy, il se fortifia beaucoup dans la pratique de son art » ; François Sevin, et peut être François Perrier. 

#### Peintre ordinaire de la ville de Lyon
Le 18 mai 1623, pour éviter le départ d'Horace Le Blanc à Paris, le consulat de Lyon décide de créer pour lui le poste de « peintre ordinaire de la ville de Lyon ». Cette charge impose la réalisation des portraits officiels des échevins, continuation du travail commencé auparavant, qu'il actualise ainsi jusqu'à sa mort. La plupart de ces portraits disparaissent dans l'incendie de l'hôtel de ville de 1674, même si des copies fournies aux familles ont pu subsister dans des collections privées.

#### Séjour parisien
Dans les années 1623-1625, il fait un séjour à Paris où il décore pour Charles de Valois, duc d'Angoulême, fils naturel de Charles IX, la galerie des batailles du château de Grosbois. Ce décor, connu par plusieurs descriptions et par deux dessins préparatoires conservés, est perdu ; vers 1809-1810, le nouveau propriétaire des lieux, le maréchal Berthier, commande un nouveau cycle décoratif qui le remplace. Lors de son séjour parisien, il reçoit le titre de peintre du roi de France et c'est probablement à ce moment qu'il peint Le martyre de Saint Sébastien pour le couvent des Capucins de Rouen.

#### Installation définitive à Lyon
A son retour, vers 1625, il ne quitte plus Lyon jusqu'à son décès en 1637. Il peint pour la plupart des églises et couvents de la ville. Dans les années 1620, il exécute ainsi un cycle sur la vie de saint Bruno pour le cloître des Chartreux et un autre sur la vie de saint François de Paul pour les Minimes.
Il est pour la première moitié du XVIIe siècle la figure majeure de la peinture lyonnaise, à l'égal de ce que sera Thomas Blanchet pour la seconde.
Si nous ne conservons aucun portrait de la main d'Horace Le Blanc, il était réputé en son temps pour ses talents de portraitiste. Dès son retour d'Italie, il effectue plusieurs portraits des membres du consulat de Lyon. Devenu peintre ordinaire, il doit peindre les portraits des échevins et prévôts des marchands à chaque nouvelle élection. Selon Charles Perrault, il aurait exécuté aussi le portrait de Jacques Blanchard, qui, en retour, aurait réalisé le sien. 
Il acquiert à Lyon une aisance suffisante pour acquérir une propriété de belle taille à Écully en 1627, l'achetant d'un orfèvre.
Peu avant sa mort, il fait désigner pour lui succéder le portraitiste Germain Panthot à la charge de peintre ordinaire de la ville. Il est inhumé dans la paroisse Saint-Paul de Lyon le 1er novembre 1637.

## Œuvres
Le manque d'œuvres définitivement attribuées à Le Blanc empêche de statuer sur le statut de son parcours artistique au sein de ses contemporains, ainsi que de sa place dans la peinture française de son époque. Les progrès de l'histoire de l'art dans ce domaine, avec plusieurs artistes provinciaux qui ont vu leur rôle réévalué et précisé à la suite de nouvelles découvertes, laisse espérer à Patrice Béghain une évolution possible de la connaissance scientifique de ce peintre.
Il ne reste aujourd'hui de son œuvre que très peu de toiles, à peine une dizaine, datées entre 1605 et 1635, mais dont la plupart se situe autour des années 1620. Son corpus dessiné s'approche lui aussi de la dizaine de feuilles.
Cet artiste aux multiples talents a œuvré tout à la fois et avec le même bonheur des tableaux religieux aux décors éphémères ou au grand décor.

### Style
« Son style unit à un coloris séduisant la recherche de formes souples, élégantes et une rhétorique gestuelle souvent pleine d'emphase et de théâtralité ».

### Dessins
- N - D - Annonciation, dessin, pierre noire et sanguine, collection particulière
- N - D - Le Christ en croix avec la Vierge et saint Jean, pierre noire et sanguine, Paris, Ecole nationale supérieure des Beaux-Arts
- N - D - La Vierge avec l'Enfant Jésus, sainte Elisabeth et saint Jean, sanguine, collection particulière
- vers 1621 - La Mise au tombeau en présence de donateurs, plume, encre brune, lavis brun, rehauts de blanc, pierre noire sur papier beige, Paris, musée du Louvre, département des Arts graphiques
- vers 1628 - La Lampe d'argent de Notre-Dame de Lorette, dessin à la plume et encre brune, lavis brun sur papier vergé marouflé sur toile peinte en vert à l’huile ou à la gouache, Lyon, musées Gadagne
- vers 1623-1625? - Trois officiers devant des fantassins, plume et encre brune, lavis gris et bleu gris, rehauts de gouache blanche sur papier bistre, mise au carreau à la plume et encre brune, Darmstadt, Hessisches Landesmuseum
- vers 1623-1625? - Assemblée de personnages, plume et encre brune et grise, lavis gris, rehauts de gouache blanche, mise au carreau à la pierre noire, Montpellier, musée Fabre

### Peintures
De toute la production de Le Blanc, il n'est recensé actuellement qu'une dizaine d'œuvres, les autres étant perdues, connues notamment par des descriptions et des guides de Lyon pré-révolutionnaires. La plupart ont disparu durant la Révolution française.

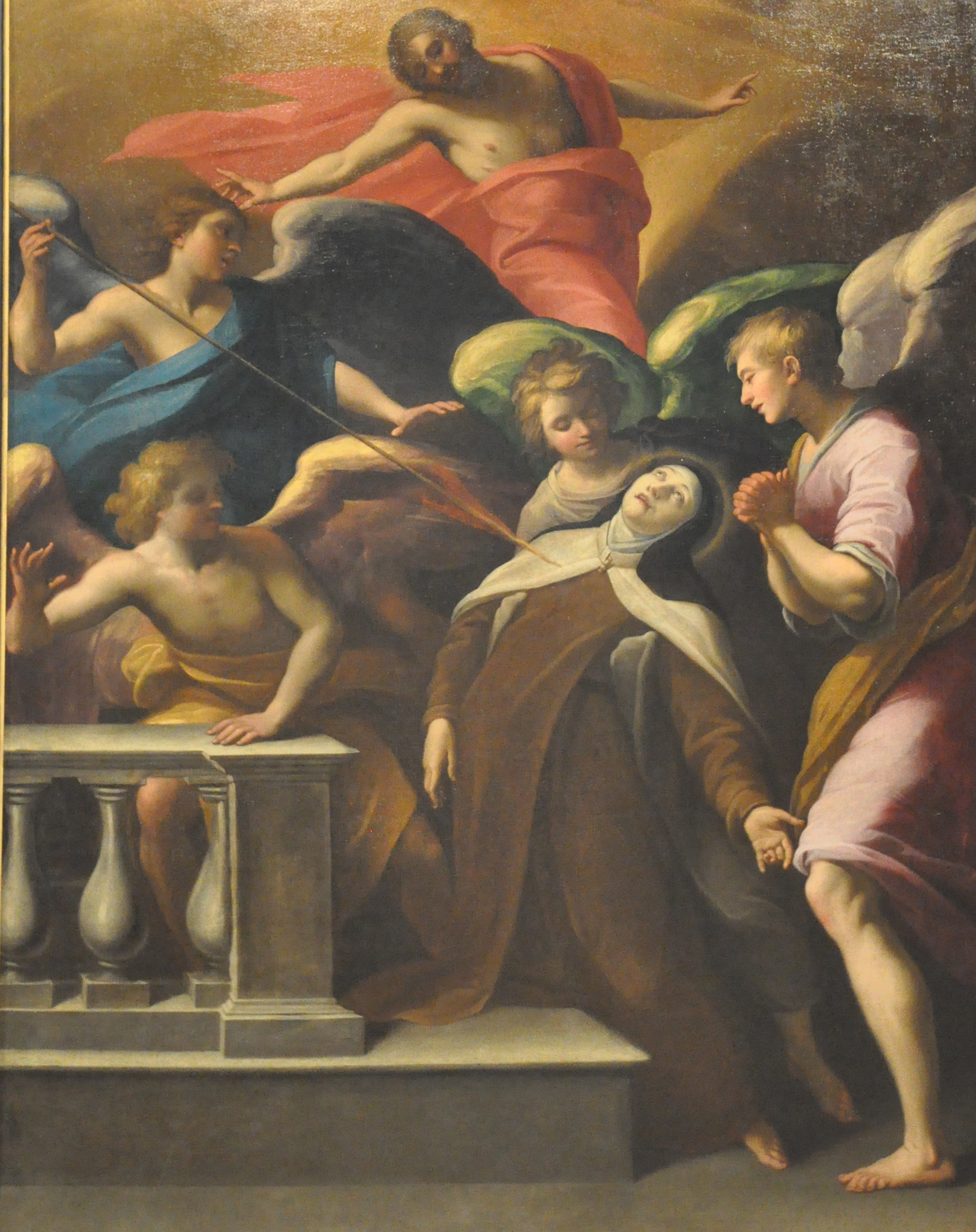
Transverbération de Sainte Thérèse, 1621

- 1605 - Le Mariage de la Vierge, HST, signée "Horacius", Rome, San Giuseppe dei Falegnami
- 1621 - Transverbération de sainte Thérèse, HST, signée et datée "Horace Blangus Lugduny fecit 1621" Lyon, musée des Beaux-Arts. Ce tableau provient d'une église carmélite de Nancy, en 1987, il a été donné au musée de Lyon par la Banque et fondation Pétrofigaz[19].
- 1621 - Mise au tombeau, HST, signée et datée en bas "Hor. Blancus Lugduny Facit 1621", Grenoble, collégiale Saint-André
- 1622 - Annonciation, HST, signée et datée : "Horatius Blancus Lugduny faciebat 1622" provient de l'église collégiale de Saint-Cerneuf de Billom et devait être à l'origine à la chapelle du collège des Jésuites de Billom
- 1624 - Martyre de Saint Sébastien, HST; signée et datée "Hous Blangus F / 1624", dim. : H:225cm × L:150cm, Rouen, musée des beaux-arts de Rouen

Ce tableau, l'un des rares conservé, est un indice de l'influence romaine de Le Blanc, et notamment du Cavalier d'Arpin. « La composition, organisée autour du corps puissant du martyr, dont le visage illuminé est tourné vers la couronne que deux anges lui apportent du ciel, dégage en arrière-plan un paysage profond, comme mangé par un ciel tourmenté d'où percent les rayons du soleil ; sur une tonalité générale ocre, les couleurs rose et jaune des tuniques des anges et la grande tache rouge du manteau militaire, abandonné au premier plan, signent, avec le déhanchement du saint, presque enroulé autour de son arbre, la facture maniériste du tableau ».
- vers 1620-1625? - Le Vœu de Louis XIII mettant la France sous la protection de la Vierge, HST, Tournon-sur-Rhône, collégiale Saint-Julien à Tournon-sur-Rhône
- vers 1627 - Adoration de la Trinité ou Apparition de la Trinité à saint Ignace et ses compagnons[17], HST, Lyon, chapelle Ampère
- N - D - Procession de la statue de la Vierge par saint Grégoire le Grand vers le château Saint-Ange Rome, HST, dim. : H:138cm × L:179cm, musée d'Art sacré à Dijon acquisition février 2004. Cette scène fut identifiée par Dominique Brème[20].
- 1635 - La Mise au Tombeau, HST, signée et datée "Hous Blangus faciebat 1635",  basilique N.-D de Gray[21].
- N - D - Sépulture de Jésus, HST; dans l'église des Carmélites de Lyon considéré par Louis-Mayeul Chaudon comme étant son chef-d'œuvre.
- N - D - Céphale et Procris, HST, dim. : H113cm × L:95cm (attribué à) vente Millon & Associés, décembre 1997

Fresques
- 1622-1625 - Vie de saint Bruno, cloître des Chartreux de Lyon

## Élèves
- François Perrier (1594-1649)

## Musées, monuments
- Collégiale Saint-André à Grenoble Isère, (Mise au Tombeau de saint André)
- Musée des Beaux-Arts de Lyon, France
- Église du Collège des Jésuites de Lyon (Adoration de la Trinité)
- Dijon, Côte-d'Or, musée d'Art sacré, monastère des Bernardines (Procession de la Vierge par Saint-Grégoire le Grand)
- Basilique Notre-Dame de Gray (Haute-Saône) (La Mise au Tombeau)
- Collégiale Saint-Julien de Tournon-sur-Rhône, Ardèche (Le Vœu de Louis XIII)
- Musée des beaux-arts, Rouen, Seine-Maritime

## Expositions
- 1934 - Exposition des peintres de la réalité en France au XVIIe siècle (Ensevelissement du Christ) assurée pour 100 000 Frs de l'époque
- 1998 - Meaux (Seine-et-Marne)
- 2004 - Blois (Loir-et-Cher)